# Omaka (rivière)
 (décembre 2020).
Si vous disposez d'ouvrages ou d'articles de référence ou si vous connaissez des sites web de qualité traitant du thème abordé ici, merci de compléter l'article en donnant les références utiles à sa vérifiabilité et en les liant à la section « Notes et références ».

La rivière Omaka  est un cours d’eau de la région de  Marlborough dans l’Île du Sud de la Nouvelle-Zélande.

## Géographie
Elle s’écoule vers le nord à partir des pentes du ‘Mont Horrible’, situé à 30 km à l’ouest de la ville de Seddon, atteignant la rivière Ōpaoa (ou Opawa ) à l’extrémité est de la ville de Renwick.